# كين تيبتون
كين تيبتون (بالإنجليزية: Ken Tipton)‏ هو ممثل أمريكي، ولد في 23 أكتوبر 1952 في الولايات المتحدة.

## وصلات خارجية
- كين تيبتون على موقع IMDb (الإنجليزية)
- كين تيبتون على موقع قاعدة بيانات الفيلم (الإنجليزية)